# Ленинград (телесериал)
«Ленингра́д» (англ. Attack on Leningrad) — британско-российский четырёхсерийный фильм 2007 года о Ленинграде в период блокады.

## Сюжет
Октябрь 1941 года. Осаждённый Ленинград. Памятники и купола соборов затянуты камуфляжной сеткой, разрушенные здания, брошенные трамваи. С неба днём и ночью сыплются бомбы и снаряды, превращая дома в руины и сея смерть. Выживших, оставшихся без крова людей морит голод. Гитлер убеждён, что голод превратит ленинградцев в стадо диких зверей, рвущих друг у друга куски пищи. Суточная норма хлеба для рядовых граждан и детей снижена до 125 граммов. Снабжение города продовольствием прервано. Корка льда затянула Ладожское озеро, но до наступления ледостава ждать ещё целый месяц. А значит, Ладога не будет работать, и город умрёт. Единственная надежда на спасение — узкая промёрзшая коса, по которой смогут двигаться машины с хлебом. Но о существовании косы знает только один человек — Василий Павлович Краузе, учёный-гидрограф, чьи следы затерялись где-то в Петергофе. Найти Краузе поручено майору госбезопасности Малинину. От его действий зависит жизнь горожан. В их числе — юный милиционер Нина Цветкова и неожиданно появившаяся в городе бойкая журналистка Кейт Дэвис, актриса Анастасия Воздвиженская и молодая мать двух детей Соня Краско.

## От создателей
«Ленинград» — один из самых дорогостоящих и масштабных российских кинопроектов. Одновременно снимаются двухчасовая версия для киноэкранов и сразу восемь серий телевизионного фильма. Съёмки проходят в Петербурге, Лондоне, Будапеште. В картине крупные батальные сцены, спецэффекты. Но главная цель — не в зрелищности.

Страшная трагедия — за три года погибло полтора миллиона человек — постепенно забывается, и не только на Западе. Из тысячи российских детей, которые проходили кинопробы, лишь половина смогла рассказать о блокаде. Киноэпопея «Ленинград» должна восполнить образовавшийся пробел и рассказать всему миру о подвиге жителей Ленинграда.

## В ролях
| Актёр                | Роль                         |
| -------------------- | ---------------------------- |
| Ольга Сутулова       | Нина Цветкова                |
| Гэбриэл Бирн         | Паркер                       |
| Мира Сорвино         | Кейт Дэвис                   |
| Александр Абдулов    | Чигасов                      |
| Владимир Ильин       | Малинин                      |
| Михаил Ефремов       | Омельченко                   |
| Донатас Банионис     | Тойво                        |
| Марат Башаров        | Юра Краско                   |
| Александр Баширов    | Косой                        |
| Валентин Гафт        | режиссёр                     |
| Александр Байер      | Вальтер Хохсдорф             |
| Мария Голубкина      | Агеева                       |
| Сергей Горобченко    | Селиванов                    |
| Павел Деревянко      | Терёхин                      |
| Сергей Колтаков      | Жданов                       |
| Кирилл Лавров        | диктор радио                 |
| Луиза Мосендз        | Воздвиженская                |
| Армин Мюллер-Шталь   | фон Лееб                     |
| Эккехард Хоффман     | Гитлер                       |
| Сергей Никоненко     | капитан-артиллерист          |
| Николай Олялин       | Гревицкий                    |
| Александр Пашутин    | Трегуб предатель КРОТ        |
| Александр Половцев   | Павлов                       |
| Екатерина Редникова  | Алина                        |
| Евгений Сидихин      | Корнеев                      |
| Виктор Смирнов       | Толкунов                     |
| Алёна Стебунова      | Соня Краско                  |
| Александра Куликова  | Сима Краско                  |
| Вадим Логинов        | Юра Краско в детстве         |
| Евгений Стычкин      | Капица                       |
| Валентина Талызина   | Валентина                    |
| Михаил Трухин        | Верник                       |
| Александр Филиппенко | Аркатов                      |
| Ольга Белявская      | американская корреспондентка |
| Наталья Терехова     | Верочка                      |

## Съёмочная группа
- Режиссёр — Александр Буравский
- Сценарист — Александр Буравский
- Продюсеры — Вячеслав Тельнов, Константин Эрнст, Дэвид Гамбург, Анатолий Максимов, Сергей Мелькумов, Джаник Файзиев
- Оператор — Владимир Климов
- Художник — Александр Бойм
- Композитор — Юрий Потеенко
- Постановщик трюков — Сергей Шульга, Олег Корытин, Валерий Рыбин, Сергей Головкин, Александр Горбачев

## Критика
Историки, критики и блогеры именуют фильм «клюквой» или «комиксом» о войне.
Историк Игорь Лисочкин в «Санкт-Петербургских Ведомостях» отмечает:
Мало, очень мало знают создатели фильма о войне и блокаде. Изучать исторические труды на эту тему они, видимо, не стали. И не нашлось людей, которые им могли бы подсказать, что и как действительно тогда было. Поэтому они заполняют экран собственными, бог весть где почёрпнутыми домыслами.
Историк Григорий Пернавский в статье «Ленингрэд» произвёл подробный разбор многочисленных неточностей и фальсификаций в сериале.